# Condado de Albert (Novo Brunswick)
O Condado de Albert é um dos quinze condados da província canadense de New Brunswick.